# MMORPG
MMORPG (Massively Multiplayer Online Role-Playing Game, dobesedno »masivno-večigralsko spletno igranje domišljijskih vlog«) je vrsta spletnih računalniških iger, pri katerih veliko število igralcev sodeluje v istem navideznem svetu.
V zadnjih letih je nastalo več takih svetov, ki so pritegnili ogromno število igralcev iz vsega sveta, npr. Guild Wars ali pa World of Warcraft.